# FV433 Abbot SPG
Der FV433 Abbot SPG (deutsch: Abt) ist eine britische 105 mm-Selbstfahrlafette. Sie wurde 1965 bei den Streitkräften eingeführt und ihre Ausmusterung begann in den 1980er-Jahren.

## Geschichte
Nach dem Ende des Zweiten Weltkrieges prüften die britischen Streitkräfte einen künftigen Bedarf für gepanzerte und schnellbewegliche Selbstfahrlafetten und Artillerie. Aus den Erfahrungen mit dem schweren Panzerjäger Archer und der 25-pdr-Selbstfahrlafette Sexton entschied man sich zur Weiterentwicklung der eigenen gepanzerten Artillerie. 
Verwendet wurde dafür die Wanne des Schützenpanzers FV 432. Die Briten nutzten 87,6-mm- und 140-mm-Kanonen. Mit der Standardisierung der NATO-Kaliber auf 105 mm bzw. 155 mm wurden diese Experimente hinfällig. Man entschied sich für das Kaliber 105 mm, das bereits für die leichte L5 Pack Howitzer in Verwendung bei den britischen Streitkräften war und entwickelte ein neues Geschütz unter der Bezeichnung 105 mm L13A1. Die Waffe wurde in einem großen, um 360° horizontal schwenkbaren Turm auf eine FV-432-Wanne gesetzt. Das Geschütz war ausdrücklich auch zum Direktbeschuss ausgelegt, die Waffe konnte vertikal von −5° auf bis zu +70° gerichtet werden. Die Panzerung war mit 6 bis 12 mm schwach ausgelegt, ein Überdrucksystem sollte die Besatzung vor Kampfstoffen schützen.
Das Fahrzeug galt als robust und zuverlässig.
Abbots verblieben bis in die 1980er-Jahre im Dienst der britischen Armee und wurden schrittweise durch die 155 mm M109 Paladin ersetzt. Indien hatte noch länger kampfwertgesteigerte Abbots im Dienst. Diese waren mit verbesserten Nachtsichtgeräten ausgestattet.

## Organisation und Einsatz

### Organisation
Die britische Armee verwendete die Abbot auch in der Divisions- und Korpsartillerie. In der Britischen Rheinarmee (BAOR) ersetzte sie ab 1966 die 155-mm-M44-Panzerhaubitze aus amerikanischer Produktion. Sie wurde mit den großkalibrigeren M109- und M110-Waffensystemen kombiniert. So verfügte etwa eine der Divisionen der BAOR auf deutschem Boden im Kalten Krieg in den 1970er-Jahren über zwei Artillerieregimenter: Eines mit 24 Abbots und ein weiteres mit zwölf M109- und vier M110-Haubitzen.

### Einsatz und Munition
Eine Abbot-Selbstfahrlafette führte 40 105-mm Granaten mit, davon waren meist sechs HESH-Panzerabwehrgeschosse, mit denen im Notfall zur Selbstverteidigung Ziele im Direktbeschuss bekämpft werden konnten. Für kurze Zeit konnte eine eingespielte Mannschaft bis zu 12 Granaten pro Minute verschießen. Die maximale Reichweite lag, abhängig von verwendeter Munition, bei bis zu 15.200 Metern mit Standardgeschossen der Mk1-Serie und 17.500 Metern mit verbesserten Mk2-Granaten. Der Grund für die unterschiedlichen Reichweiten lag in der verwendeten Treibladung: Die moderneren Mk2-Granaten konnten mit einer stärkeren Treibladung verschossen werden.

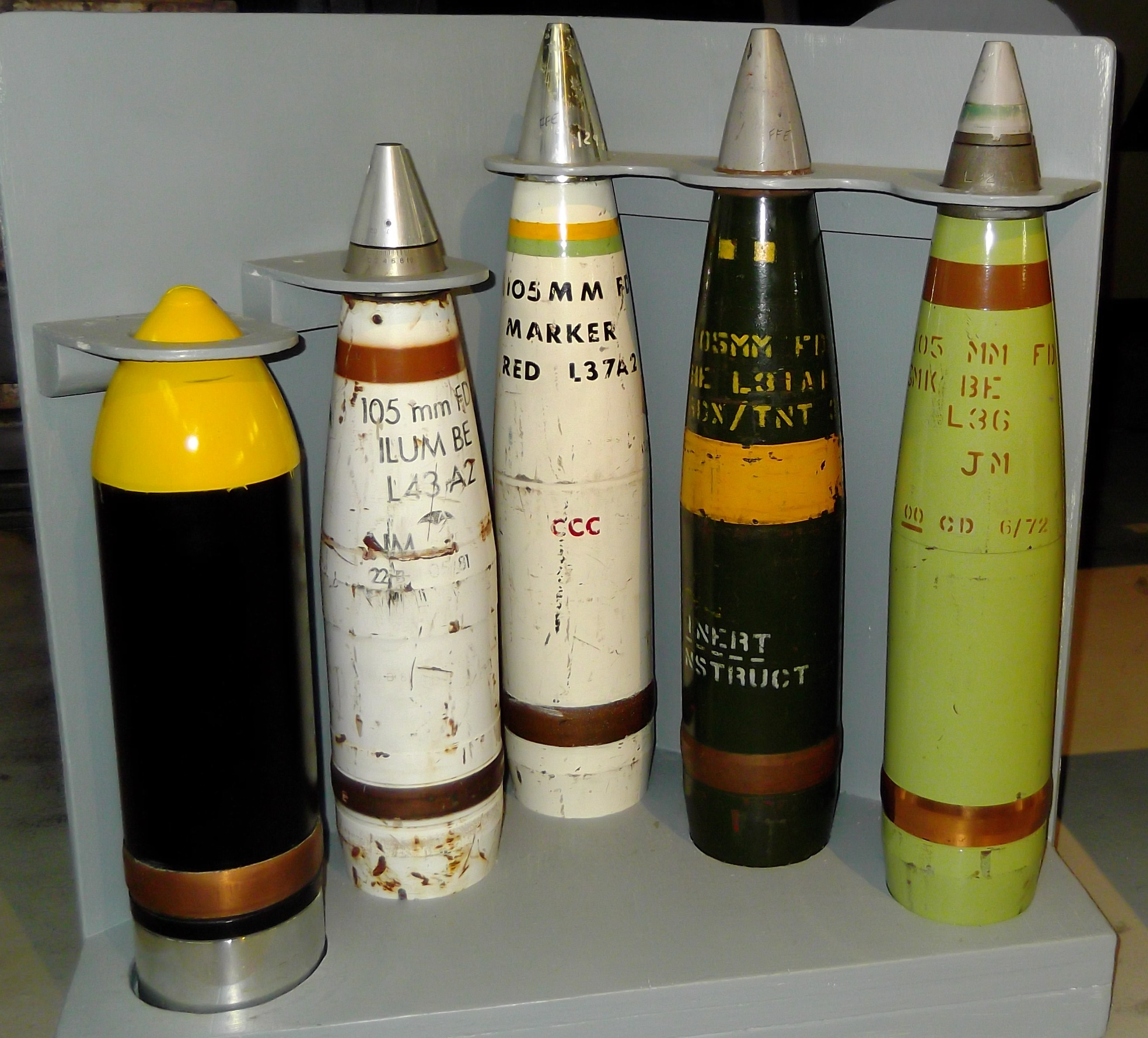
Von links: HESH-, L43-Leucht-, L37-Markierungs-, L31-Spreng- und L36-Rauchgranate.

Mk1:
- L42 10,50 kg schwere HESH-Panzerabwehrgranate mit 2,5 kg RDX-Füllung, 494 m/s Mündungsgeschwindigkeit[4]
- L51 15,98 kg schwere Rauchgranate mit weißem Rauch

Mk2:
- L31 – 16,01 kg schwere Sprenggranate, gefüllt mit 2,5 kg RDX (Ausführung A1) oder TNT (Ausführung A2)[5]
- L43 BE (Base Ejection) – 15 kg schwere Leuchtgranate mit rund 30 Sekunden Brenndauer, ausgelöst in 400 Metern Höhe
- L45 – 15,8 kg schwere Rauchgranate mit weißem Rauch, Hexachlorethan Füllung[6]
- L36 BE (Base Ejection) – Rauchgranate mit weißem Rauch
- L37 – Zielmarkierungsgranate mit rotem Rauch
- L38 – Zielmarkierungsgranate mit orangem Rauch